# Hans Lønborg
 Der er flere personer med dette navn, se Hans Hansen Lønborg.
Hans Lønborg (døbt 16. september 1742 i København – 27. august 1802) var en dansk officer.

## Karriere
Han var søn af karakteriseret konduktør ved den danske Fortifikationsetat, sekondløjtnant ved det sjællandske hvervede infanteriregiment Frederik Hansen Lønborg (1706-1754) og Anna Magdalene f. Fischer (1710-1780). 22. juni 1757 udnævntes han til værkbas ved den danske Fortifikationsetat, ved hvilken han i 1759 forfremmedes til virkelig underkonduktør og i 1763 erholdt karakter som konduktør. Ved Ingeniørkorpsets oprettelse 29. december 1763 ved samling af den danske, den holstenske og den norske Fortifikationsetat overgik han til dette, blev 1765 virkelig konduktør, 1768 virkelig overkonduktør, 1774 efter organisationsforandringen af 20. januar samme år, ved hvilken konduktørklassen hævedes, virkelig ingeniørkaptajn og 1796 virkelig ingeniørmajor, den højeste charge i korpset efter chefen. Samtidig erholdt han karakter i 1789 som oberstløjtnant af infanteriet, i 1793 som oberst af infanteriet og i 1802 som generalmajor af infanteriet. Han døde 27. august 1802.

## Virkefelt
Lønborg virkede i hele sin tjenestetid ved fæstnings- og bygningstjenesten i Danmark, og det overdroges ham således i 1792 at føre tilsynet med opførelsen af kasernen for Livgarden til Hest i København (Hestgardekasernen ved Frederiksholms Kanal), hvilken kaserne i øvrigt ødelagdes ved
en ildsvåde i 1797, men straks genopførtes. Fra 1797 og til sin død stod han direkte under Ingeniørkorpsets chef, general Heinrich Wilhelm von Huth, der da var over 80 år gammel, som en slags stabschef, i hvilken stilling han afløste generalmajor Ernst Peymann. Lønborg skrev flere artikler, især vedrørende fæstningskrig, i tidsskriftet Det danske Krigsbibliothek.
Han ægtede 20. maj 1774 Catharina Maria Sundorph (27. november 1742 – 1. april 1810), datter af tøjmester i artilleriet Martin Sundorph og Magdalene f. Galschiøt.